# Villarrica (jezioro)
Villarrica – jezioro w Chile w prowincji Cautín regionu Araukania. Ma 173 km² powierzchni, długość około 22 km (wschód-zachód) i szerokość 11 km.
Jezioro zasilane jest od wschodniej strony przez rzeki Trancura i Liucura, łączące się tuż przez ujściem w rzekę Pocón. W miejscu ujścia położone jest miasto Pucón. Po stronie zachodniej, w mieście Villarrica, z jeziora wypływa rzeka Toltén. Na południe od jeziora znajduje się wulkan Villarrica.
W czasach prekolumbijskich jezioro nosiło nazwę w języku mapudungun: Mallalafquén lub Mallalavquén.
Na jeziorze znajduje się wyspa Aillaquillén. Według legendy imię to nosiła księżniczka plemienia Mapuche, która zakochała się w hiszpańskim kapitanie. Jej wybranek został jednak zabity przez jej współbratymców. Łzy księżniczki miały utworzyć jezioro Villarrica, pozostawiając jednak wyspę nazwaną jej imieniem.